# Hollywood Film Awards
Hollywood Film Awards é uma condecoração anual estadunidense realizada desde 1997 que premia as principais personalidades cinematográficas do ano anterior. Geralmente ocorrida em outubro ou novembro, a cerimônia de gala acontece no Beverly Hilton Hotel, em Beverly Hills, Califórnia. A cerimônia de 2014, transmitida pela CBS, foi a primeira a ser televisionada. A cerimônia de 2016, comemorando o aniversário de vinte anos, aconteceu 6 de novembro e foi apresentado por James Corden.